# José Balbuena
José Balbuena Rodríguez (Lima, Perú, 13 de febrero de 1918 - 23 de junio de 2009) fue un futbolista peruano nacionalizado chileno, jugaba de delantero por el sector izquierdo, wing hábil y veloz. 
Jugó gran parte de su carrera en Universidad de Chile, club donde es considerado ídolo.
Comenzó su carrera en equipos de Liga para luego dar el salto a Universitario de Deportes, club en el que debutó como profesional. Sin embargo, su mejor momento en el fútbol peruano fue cuando con 21 años logró el título nacional con Deportivo Municipal en 1938,  el primero de la historia de la institución edil.
Decidió probar suerte en el fútbol chileno al año siguiente, fue la Universidad de Chile quien le abrió la puertas sin imaginar que haría una de sus mejores contrataciones, fue clave para la obtención del campeonato nacional en 1940. Las buenas actuaciones del 'Cholo' despertó el interés de Boca Juniors, jugó un par de amistosos con los xeneizes pero no convenció y volvió a la Universidad de Chile.
Debido al cariño que le tuvo al país de la estrella solitaria optó por nacionalizarse. El seleccionador chileno lo convocó para afrontar la Copa América de 1947. Por cosas del fútbol, Chile debutó con Perú y José Balbuena no jugó ese encuentro por razones externas. Su estreno con la 'Roja' fue en el triunfo por 3-0 sobre Ecuador. No convirtió ningún gol, pero logró su propósito: defender los colores del país que se había ganado su corazón. Una lesión de tobillo le impidió jugar el resto del torneo en que Chile acabó en el cuarto lugar. Balbuena no tuvo otra oportunidad en la selección chilena. 
Continuó en la U de Chile en el que acabó como ídolo con un marca de 53 goles en 199 partidos. Falleció a los 91 años el año 2009 pero su legado quedó en el Sur.

## Trayectoria
Creció en el barrio "El Chirimoyo" cerca del centro de Lima (Perú). Aficionado al fútbol desde pequeño, se encumbró rápidamente en los equipos del club Atlético Lusitania y luego el América de Perú. Debutó profesionalmente en el Universitario para luego pasar al Deportivo Municipal, donde formó parte del cuadro campeón de primera división en 1938.
En 1939 viajó a Chile para defender los colores de Universidad de Chile, donde consiguió el campeonato nacional en 1940, mostrando un buen juego; el club Boca Juniors de Argentina mostró interés en 1943, disputó dos encuentros con la camiseta xeneize, un empate 4:4 ante Independiente y un triunfo 4:2 sobre Racing Club. Durante once años en el club, se ganó el cariño del hincha, jugó 168 partidos y anotó 47 goles por la «U»; finalmente culminó su carrera en Ferrobádminton.

## Selección nacional
Tras residir y jugar bastante tiempo en Chile, país al que el jugador tenía mucho afecto como su segundo país (nacionalizándose chileno), Balbuena fue convocado con la selección chilena para la Copa América 1947. Se supondría que debería de haber debutado en la primera fecha contra la selección del Perú, pero por razones externas no jugó dicho encuentro. Debutó con "La Roja" en el segundo partido de la Copa, enfrentando a la selección del Ecuador, con una victoria de los sureños por 3-0. Balbuena jugó un buen partido, pero lastimosamente salió lesionado del mismo y se perdió el resto del torneo, pese a eso, fue parte de todo el equipo que al final pudo conseguir en cuarto lugar en el campeonato. Después de ello, no volvió a ser convocado por la selección chilena. Balbuena fue el segundo peruano que jugó por la selección de otro país de los tres que lo hicieron, junto a sus compatriotas Julio Lores, que lo hizo por la selección de México y Pedro Rodríguez, que jugó con la selección de Bonaire. 

### Participación en Campeonato Sudamericano
| Competición                  | Sede    | Resultado     |
| ---------------------------- | ------- | ------------- |
| Campeonato Sudamericano 1947 | Ecuador | Cuarto puesto |

## Clubes
| Club                 | País  | Año       |
| -------------------- | ----- | --------- |
| Universitario        | Perú  | 1936-1937 |
| Deportivo Municipal  | Perú  | 1937-1938 |
| Universidad de Chile | Chile | 1939-1950 |
| Ferrobádminton       | Chile | 1951-1952 |

## Estadísticas
| Club | División      | Temporada     | Liga  | Liga  | Liga   | Copas nacionales(1) | Copas nacionales(1) | Copas nacionales(1) | Amistosos | Amistosos | Amistosos | Total | Total | Total  | Media goleadora |
| Club | División      | Temporada     | Part. | Goles | Asist. | Part.               | Goles               | Asist.              | Part.     | Goles     | Asist.    | Part. | Goles | Asist. | Media goleadora |
| --- | ------------- | ------------- | ----- | ----- | ------ | ------------------- | ------------------- | ------------------- | --------- | --------- | --------- | ----- | ----- | ------ | --------------- |
| Universidad de Chile · Chile                                                                                               | 1ª            | 1939          | 11    | 2     | -      | -                   | -                   | -                   | -         | -         | -         | 11    | 2     | -      | 0,18            |
| Universidad de Chile · Chile                                                                                               | 1ª            | 1940          | 14    | 1     | 1      | 2                   | -                   | -                   | 2         | -         | -         | 18    | 1     | 1      | 0,05            |
| Universidad de Chile · Chile                                                                                               | 1ª            | 1941          | 16    | 5     | 2      | 1                   | 1                   | -                   | -         | -         | -         | 17    | 6     | 2      | 0,35            |
| Universidad de Chile · Chile                                                                                               | 1ª            | 1942          | 16    | 2     | -      | -                   | -                   | -                   | -         | -         | -         | 16    | 2     | -      | 0,13            |
| Universidad de Chile · Chile                                                                                               | 1ª            | 1943          | 11    | 2     | -      | 1                   | -                   | -                   | -         | -         | -         | 12    | 2     | -      | 0,17            |
| Universidad de Chile · Chile                                                                                               | 1ª            | 1944          | 20    | 9     | 2      | 5                   | -                   | -                   | -         | -         | -         | 25    | 9     | 2      | 0,36            |
| Universidad de Chile · Chile                                                                                               | 1ª            | 1945          | 18    | 7     | 1      | 5                   | 1                   | -                   | -         | -         | -         | 23    | 8     | 1      | 0,35            |
| Universidad de Chile · Chile                                                                                               | 1ª            | 1946          | 12    | 2     | -      | -                   | -                   | -                   | 1         | 1         | -         | 13    | 3     | -      | 0,23            |
| Universidad de Chile · Chile                                                                                               | 1ª            | 1947          | 23    | 6     | -      | 2                   | 1                   | -                   | 6         | 2         | -         | 31    | 9     | -      | 0,29            |
| Universidad de Chile · Chile                                                                                               | 1ª            | 1948          | 24    | 9     | -      | -                   | -                   | -                   | -         | -         | -         | 24    | 9     | -      | 0,38            |
| Universidad de Chile · Chile                                                                                               | 1ª            | 1949          | 5     | 1     | -      | 4                   | 1                   | 1                   | 5         | 1         | -         | 14    | 3     | 1      | 0,21            |
| Universidad de Chile · Chile                                                                                               | Total club    | Total club    | 170   | 46    | 6      | 18                  | 3                   | 1                   | 14        | 4         | -         | 199   | 53    | 7      | 0,27            |
| Total carrera | Total carrera | Total carrera | 170   | 46    | 6      | 18                  | 3                   | 1                   | 14        | 4         | -         | 199   | 53    | 7      | 0,27            |
| (1) Incluye datos de Campeonatos de Apertura (1940, 1941, 1944, 1949), de Campeones (1943 a 1945) y de Preparación (1947). |               |               |       |       |        |                     |                     |                     |           |           |           |       |       |        |                 |

## Palmarés

### Títulos nacionales
| Título           | Club                 | País  | Año  |
| ---------------- | -------------------- | ----- | ---- |
| Primera División | Deportivo Municipal  | Perú  | 1938 |
| Primera División | Universidad de Chile | Chile | 1940 |

### Distinciones individuales
| Distinción                                                                              | Año  |
| --------------------------------------------------------------------------------------- | ---- |
| Top 5° máximo goleador extranjero de Universidad de Chile                               | 2014 |
| Incluido dentro de las 50 mejores figuras históricas de Universidad de Chile por AS.com | 2016 |